# Greenock (Australia)
Greenock – miasto w Australii, w stanie Australia Południowa.